# Castilleja brevistyla
Castilleja brevistyla es una especie de planta herbácea perteneciente a la familia Orobanchaceae. Es un endemismo de California, donde crece en las laderas de las verdes montañas que rodean el Valle de San Joaquín.

## Descripción
Es una hierba anual crece hasta aproximadamente 40 centímetros de altura con hojas lineales cada una unos pocos centímetros de largo. La inflorescencia tiene brácteas con la punta de color púrpura rosado o rojizo. Entre las brácteas aparecen flores púrpuras o rosadas.

## Taxonomía
Castilleja brevistyla fue descrita por (Hoover) T.I.Chuang & Heckard y publicado en Systematic Botany 16(4): 656. 1991.
Etimología
Castilleja: nombre genérico que fue otorgado en honor del botánico español Domingo Castillejo (1744-1793).
brevistyla: epíteto latino que significa "con un pequeño estilo".
Sinonimia
- Orthocarpus brevistylus Hoover	[3]